# Tar (ort i Ungern)
Tar är en ort i Ungern.   Den ligger i provinsen Nógrád, i den norra delen av landet, 70 km nordost om huvudstaden Budapest. Tar ligger 171 meter över havet och antalet invånare är 1 972.
Terrängen runt Tar är varierad. Tar ligger nere i en dal. Runt Tar är det ganska tätbefolkat, med 90 invånare per kvadratkilometer. Närmaste större samhälle är Parádsasvár, 17,8 km öster om Tar. Omgivningarna runt Tar är en mosaik av jordbruksmark och naturlig växtlighet.